# Federico IV di Sicilia
Federico IV di Sicilia, detto il Semplice (Catania, 1º settembre 1341 – Messina, 27 luglio 1377), fu re di Sicilia (formalmente, re di Trinacria), duca di Atene e duca di Neopatria, dal 1355 fino alla sua morte. Federico, come sovrano di Sicilia, avrebbe dovuto adottare il numerale III, invece assunse il IV, conformandosi alla scelta operata da suo nonno, Federico III di Sicilia, che avrebbe dovuto adottare il numerale II, ma preferì il III, in omaggio all'imperatore Federico II, che era stato re di Sicilia, ma che mai si disse Federico I di Sicilia. A ogni modo, in alcuni elenchi dei re di Sicilia, Federico il Semplice è indicato con il numerale III.

## Origini familiari
Era il figlio maschio secondogenito del re di Sicilia, Pietro II, quarto re della dinastia aragonese e di Elisabetta di Carinzia, figlia di Ottone III del Tirolo e di Eufemia di Slesia-Liegnitz.

## Biografia
Nel 1342, rimasto orfano del padre, suo fratello maggiore, Ludovico, all'età di circa cinque anni, divenne re di Sicilia, sotto tutela dello zio, Giovanni. Ancora bambino, nel 1348, alla morte dello zio Giovanni, divenne marchese di Randazzo.

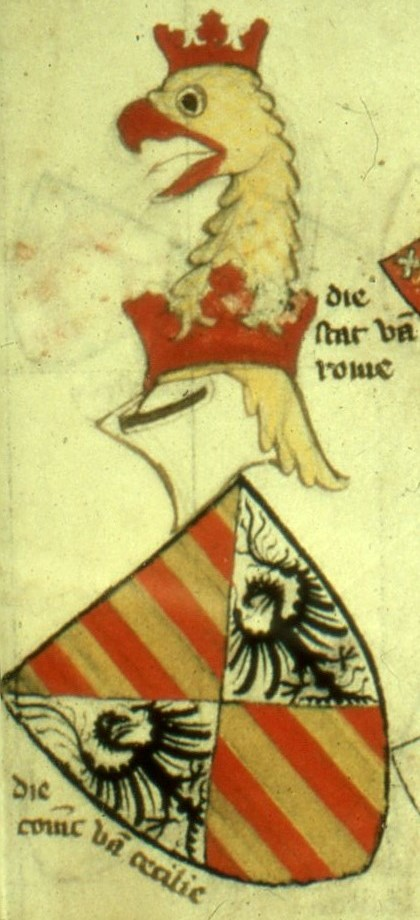
Stemma di Federico il Semplice dal Wapenboek Gelre.

Nel 1355, alla morte di suo cugino, Federico, che non aveva discendenza, ereditò i titoli di  Duca di Atene e Neopatria.

Nello stesso anno, appena tredicenne, successe al fratello Ludovico, sotto la tutela della sorella, Eufemia, che fu nominata reggente. L'ascesa al trono di un re così giovane, alimentò la brama di potere di molti potenti siciliani, fra cui il rampollo di casa Alagona, Artale I Alagona (figlio di Blasco II, balio del predecessore Ludovico), che riuscì a farsi nominare Gran Giustiziere del Regno e governatore di Catania dal Parlamento Siciliano, ed il Conte Enrico III il Rosso. Per contrastare suddetti potenti cercò di potenziare il potere regio, accentrando nelle sue mani il potere su alcune città feudali della Sicilia. A tal proposito si ricordi la sua  vana iniziativa di sottomettere al suo potere la città di Savoca e il suo castello, sottraendolo alla signoria feudale dell'Archimandrita di Messina.
Nel 1356 il governatore di Messina, Niccolò Cesareo, in seguito a dissidi con Artale Alagona, richiese rinforzi a Ludovico d'Angiò, che inviò il maresciallo Niccolò Acciaiuoli. Le truppe, assistite dal mare da ben tre galere angioine saccheggiarono il territorio di Aci e assediarono il castello, feudi degli Alagona. Proseguirono in direzione di Catania cingendola d'assedio. Artale uscì con la flotta ed affrontò le galere angioine, affondandone due, requisendone una terza, e mettendo in fuga le truppe nemiche. La battaglia navale, che si svolse fra la borgata marinara di Ognina ed il Castello di Aci, fu detta Lo Scacco di Ognina.
Nel 1357, divenuto maggiorenne, uscì di tutela della sorella, ma le famiglie più potenti del regno crearono tensioni e Federico, di fronte alla crescente opposizione, propose, inutilmente, al re d'Aragona, Pietro IV, di cedere alla sorella, Eleonora, moglie di Pietro IV, i ducati di Atene e Neopatria, in cambio di un aiuto militare contro gli oppositori.
Nel 1361, l'11 aprile a Catania, sposò Costanza, figlia di Pietro IV d'Aragona e della sua prima moglie, Maria di Navarra ed elesse il Castello di Paternò come residenza.
Il regno di Federico fu contraddistinto dal proseguimento della guerra del Vespro, ma anche da una certa instabilità politica e diverse tensioni con le famiglie baronali.  Tutto il periodo di regno di Federico, in particolare, fu segnato dalle guerre tra il partito "latino" capeggiato dai Chiaramonte e quello "catalano" degli Alagona.
Il 17 gennaio 1372, Federico, vedovo di Costanza, sposò in seconde nozze Antonia del Balzo, figlia del duca d'Andria Francesco del Balzo e parente della regina di Napoli Giovanna d'Angiò. Antonia morirà circa due anni dopo, durante un attacco navale del potente Enrico III il Rosso, Conte di Aidone.
Nel 1372, il 27 agosto, Federico firmò la pace di Avignone con Giovanna d'Angiò, poi ratificato, il 31 marzo 1373, ad Aversa che concluse definitivamente la guerra iniziata novanta anni prima con le rivolta del Vespro. Con la mediazione di Papa Gregorio XI, Federico fu riconosciuto Re di Trinacria, vassallo di Giovanna Regina di Sicilia: il regno siciliano di Trinacria dovette giurare fedeltà a Giovanna, riconoscendo a questa e ai suoi successori un tributo di 15.000 fiorini annui.
Durante gli ultimi anni di regno, dovette resistere alle pressioni di Pietro IV, suo cognato ed anche suocero, che richiedeva di poter assumere il potere in Sicilia e dato che Federico aveva una sola figlia legittima femmina, chiedeva di essere nominato suo erede.
Alla sua morte, non avendo discendenti maschi, si aprì il problema della scelta di uno sposo per la figlia Maria, ancora quattordicenne, che venne affidata alla tutela del Gran Giustiziere Artale Alagona.
Federico fu chiamato il Semplice per una certa mancanza di abilità, che alcune volte arrivò ad essere inettitudine, come riportano alcuni cronisti dell'epoca.

## Discendenza
Federico ebbe da Costanza una sola figlia, nessun figlio da Antonia ed un figlio da un'amante di cui non si conosce il nome:
- da Costanza:
  - Maria (1362 o 1363 - 1401), che fu regina di Trinacria.
- dall'amante:
  - Guglielmo (?- ca. 1380), conte di Gozzo e Malta, che sposò Beatrice di Aragona-Avola, che gli diede una figlia, Giovanna d'Aragona, che sposò Pietro di Gioieni, barone di Ardore.

## Riferimenti nell'intrattenimento
- Federico IV compare come personaggio nel romanzo Rex tremendae maiestatis di Valerio Evangelisti.

## Ascendenza
|                            |                               |                              | Genitori              |  |  | Nonni |  |  | Bisnonni             |  |  | Trisnonni           |  |
|                            |                               |                              |                       |  |  |       |  |  | Pietro III d'Aragona |  |  | Giacomo I d'Aragona |  |
|                            |                               |                              |                       |  |  |       |  |  | Pietro III d'Aragona |  |  | Giacomo I d'Aragona |  |
|                            |                               | Iolanda d'Ungheria           |                       |  |  |       |  |  | Pietro III d'Aragona |  |  |                     |  |
| Federico III d'Aragona     |                               |                              |                       |  |  |       |  |  | Pietro III d'Aragona |  |  |                     |  |
|                            |                               | Costanza di Sicilia          | Manfredi di Sicilia   |  |  |       |  |  |                      |  |  |                     |  |
|                            |                               | Costanza di Sicilia          | Manfredi di Sicilia   |  |  |       |  |  |                      |  |  |                     |  |
|                            |                               | Costanza di Sicilia          | Beatrice di Savoia    |  |  |       |  |  |                      |  |  |                     |  |
| Pietro II di Sicilia       |                               | Costanza di Sicilia          |                       |  |  |       |  |  |                      |  |  |                     |  |
|                            |                               | Carlo II d'Angiò             | Carlo I d'Angiò       |  |  |       |  |  |                      |  |  |                     |  |
|                            |                               | Carlo II d'Angiò             | Carlo I d'Angiò       |  |  |       |  |  |                      |  |  |                     |  |
|                            |                               | Carlo II d'Angiò             | Beatrice di Provenza  |  |  |       |  |  |                      |  |  |                     |  |
| Eleonora d'Angiò           |                               | Carlo II d'Angiò             |                       |  |  |       |  |  |                      |  |  |                     |  |
|                            |                               | Maria Arpad d'Ungheria       | Stefano V d'Ungheria  |  |  |       |  |  |                      |  |  |                     |  |
|                            |                               | Maria Arpad d'Ungheria       | Stefano V d'Ungheria  |  |  |       |  |  |                      |  |  |                     |  |
|                            |                               | Maria Arpad d'Ungheria       | Elisabetta dei Cumani |  |  |       |  |  |                      |  |  |                     |  |
| Federico IV di Sicilia     |                               | Maria Arpad d'Ungheria       |                       |  |  |       |  |  |                      |  |  |                     |  |
|                            | Mainardo II di Tirolo-Gorizia | Mainardo I di Tirolo-Gorizia |                       |  |  |       |  |  |                      |  |  |                     |  |
|                            | Mainardo II di Tirolo-Gorizia | Mainardo I di Tirolo-Gorizia |                       |  |  |       |  |  |                      |  |  |                     |  |
|                            | Mainardo II di Tirolo-Gorizia | Adelaide di Tirolo           |                       |  |  |       |  |  |                      |  |  |                     |  |
| Ottone III del Tirolo      | Mainardo II di Tirolo-Gorizia |                              |                       |  |  |       |  |  |                      |  |  |                     |  |
|                            |                               | Elisabetta di Wittelsbach    | Ottone II di Baviera  |  |  |       |  |  |                      |  |  |                     |  |
|                            |                               | Elisabetta di Wittelsbach    | Ottone II di Baviera  |  |  |       |  |  |                      |  |  |                     |  |
|                            |                               | Elisabetta di Wittelsbach    | Agnese del Palatinato |  |  |       |  |  |                      |  |  |                     |  |
| Elisabetta di Carinzia     |                               | Elisabetta di Wittelsbach    |                       |  |  |       |  |  |                      |  |  |                     |  |
|                            |                               | Enrico V di Slesia           | Boleslao II di Slesia |  |  |       |  |  |                      |  |  |                     |  |
|                            |                               | Enrico V di Slesia           | Boleslao II di Slesia |  |  |       |  |  |                      |  |  |                     |  |
|                            |                               | Enrico V di Slesia           | Edvige di Anhalt      |  |  |       |  |  |                      |  |  |                     |  |
| Eufemia di Slesia-Liegnitz |                               | Enrico V di Slesia           |                       |  |  |       |  |  |                      |  |  |                     |  |
|                            |                               | Elisabetta di Kalisz         | Boleslao il Pio       |  |  |       |  |  |                      |  |  |                     |  |
|                            |                               | Elisabetta di Kalisz         | Boleslao il Pio       |  |  |       |  |  |                      |  |  |                     |  |
|                            |                               | Elisabetta di Kalisz         | Iolanda di Polonia    |  |  |       |  |  |                      |  |  |                     |  |
|                            |                               | Elisabetta di Kalisz         |                       |  |  |       |  |  |                      |  |  |                     |  |